# 이노우에 유다이
이노우에 유다이(일본어: , 1989년 5월 30일 ~ )는 일본의 전 축구 선수이다.

## 구단 경력
그는 2008년부터 2020년까지 J리그의 오이타 트리니타, V-파렌 나가사키, FC 마치다 젤비아에서 활동하였다.